# Новоильинская
Новоильинская — деревня в Кизильском районе Челябинской области России. Входит в состав Сыртинского сельского поселения.

## История
В 1963 году указом Президиума Верховного Совета РСФСР деревня Ильинка переименована в Новоильинскую.

## Население
| 2002 | 2010 |
| ---- | ---- |
| 16   | ↘9   |